# Kalanchoe adelae
Kalanchoe adelae és una espècie de planta suculenta del gènere Kalanchoe, de la família de les Crassulaceae.

## Descripció
És una planta suculenta perenne, de 30 a 60 cm d'alçada, completament glabra.
Les tiges són simples, teretes, robustes, erectes, llenyoses a la base.
Les fulles són sèssils, carnoses, oblongues, de 7 a 18 cm de llarg i de 2,5 a 5,5 cm d'ample, punta obtusa, base eixamplada i amplexicaule, amb marges sencers a crenats.
Inflorescències laxes, paniculades a corimboses, pedicels de 10 a 15 mm.
Flors penjants, calze campanulat, tub de 3 a 4,5 mm, sèpals ovats a deltoides, aguts, lleugerament mucronats, de 4 a 8.5 mm de llarg i de 3.5 a 4.5 mm d'ample, corola campanulada-tubular, tub de 13 - 15,5 mm, pètals ovat-orbiculars, obtusos, mucronats, de 3,5 a 5,2 mm de llarg i ample, estams inserits per sota del centre del tub de la corol·la, estams superiors lleugerament sobresortints.

## Distribució
Planta endèmica de les Comores (Grande Comore).

## Taxonomia
Kalanchoe adelae va ser descrita per Raymond-Hamet i publicada al Bulletin de l'Herbier Boissier, sér. 2, 8: 26. 1908.

### Etimologia
Kalanchoe: nom genèric que deriva de la paraula cantonesa "Kalan Chauhuy", 伽藍菜 que significa 'allò que cau i creix'.
adelae: epítet atorgat en honor de Madame Adele Le Chartier, coneguda de Hamet.

### Sinonímia
- Bryophyllum adelae (Roxb.) Berger
- Kalanchoe floribunda Tul.